# كالفين كوفي
كالفين كوفي (بالإنجليزية: Calvin Coffey) هو مجدف أمريكي، ولد في 27 يناير 1951 في نورويتش في الولايات المتحدة.

## وصلات خارجية
- كالفين كوفي على موقع الاتحاد الدولي للتجديف (الإنجليزية)
- كالفين كوفي على موقع اللجنة الأولمبية الدولية (الإنجليزية)
- كالفين كوفي على موقع أوليمبيديا (الإنجليزية)